# Yossef Guez
Pour les articles homonymes, voir Guez.
Yossef Guez ou Youssef Guez (hébreu : יוסף בן חיים דוד גז) ou Youssef el Guidj, né en 1861 à Tunis et mort en 1934, est un grand-rabbin de Tunisie qui a exercé à Sousse puis Tunis. 

## Biographie
Rabbi Yossef Guez est le petit-fils du rabbin homonyme Yossef Guez (he) dont il reçoit le prénom, conformément à la tradition séfarade. Descendant d'une dynastie rabbinique, il est le fils du rabbin Haïm David Guez (he) et un descendant direct du grand-rabbin David Ezechiel Guez (he) qui était « l'un des plus illustres talmudistes d'Afrique du Nord ». Selon certaines sources, il serait le petit-fils de Yossef bar David Guez de Livourne, auteur de Pi haMedaber (פי המדבר). 
Avant d'être grand-rabbin de Tunisie, il est grand-rabbin de Sousse de 1906 à 1928,. Il y fonde la synagogue Keter Torah (כתר תורה), désormais la seule synagogue de la ville.
Il exerce la fonction de grand-rabbin de Tunisie de 1928 à sa mort. C'est le premier juif autochtone à occuper ce poste,.
Quelques récits ont été recueillis à son propos en 1990 auprès d'une de ses descendantes habitant Kiryat-Ata en Israël.

## Publications
Il est lui-même l'auteur de plusieurs ouvrages, dont : 
- 1903-1908 : יקרא דשכבי (éloges funèbres ou hespedim rédigées durant ses fonctions dans les villes de Sousse et Mahdia entre 1903 et 1908)[8] ;
- 1931 : un manuel de préparation à la bar-mitsvah du grand-rabbinat de Tunis[9] publié en 1931 ;
- 2008 : Yagen HaShem (יגן השם)[4], un recueil de décisions halakhiques.

## Distinctions
Il est fait chevalier de la Légion d'honneur par le président français Gaston Doumergue en 1929, après la signature d'un décret du résident général de France en Tunisie, Lucien Saint, l'année précédente.